# Элвелас, Глен
Глен Элвелас (англ. Glen Alvelais; 22 февраля 1968) — американский гитарист, участвовавший в группах Forbidden, с которой он записал их дебютный альбом Forbidden Evil, Testament, LD/50 и Defiance. Также он записал соло для альбома Sovereign группы Tenet. Сейчас Элвелас состоит в группе LD/50.

## Дискография
- 1988: Forbidden — Forbidden Evil
- 1989: Forbidden — Raw Evil - Live At The Dynamo
- 1991: Bizarro — демо
- 1993: Testament — Return to the Apocalyptic City
- 1995: Damage — демо
- 1997: Testament — Demonic (соло)
- 1998: Bizarro — демо #2
- 2000: LD/50 — Y2K (демо)
- 2003: LD/50 — демо II
- 2006: X-3 — «Fluoxetine» for Drum Nation 3 (Magna Carta)
- 2009: Tenet — Sovereign
- 2009: Defiance — The Prophecy
- 2010: LD/50 — LD/50 (демо)
- 2012: Moccasin Creek — Southern Renegade (соло)
- 2015: Eversin — Trinity: The Annihilation We Will Prevail (соло)
- 2016: Lipshok — To Haunt A Quiet Realm (все гитарные партии)
- 2017: Klank — Rise — damage done (соло)
- 2017: Earth Crawler — From Below